# Pomnik Bartolomea Colleoniego w Warszawie

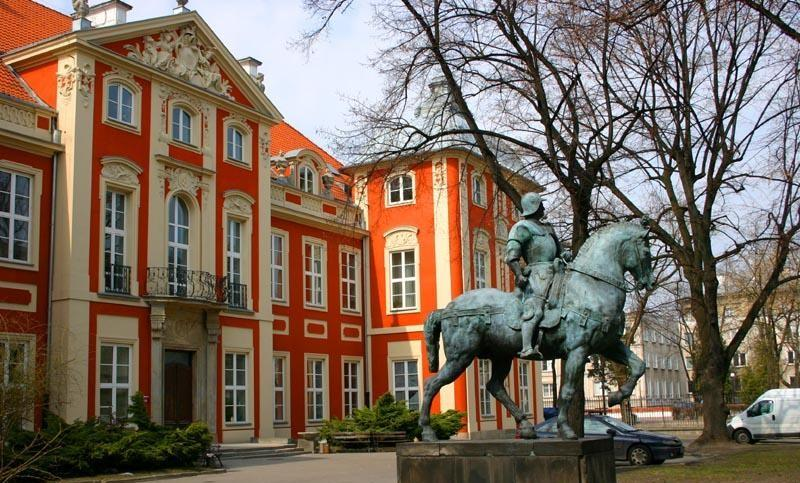
Pomnik na tle Pałacu Czapskich, widok od strony ul. Traugutta (południowej)

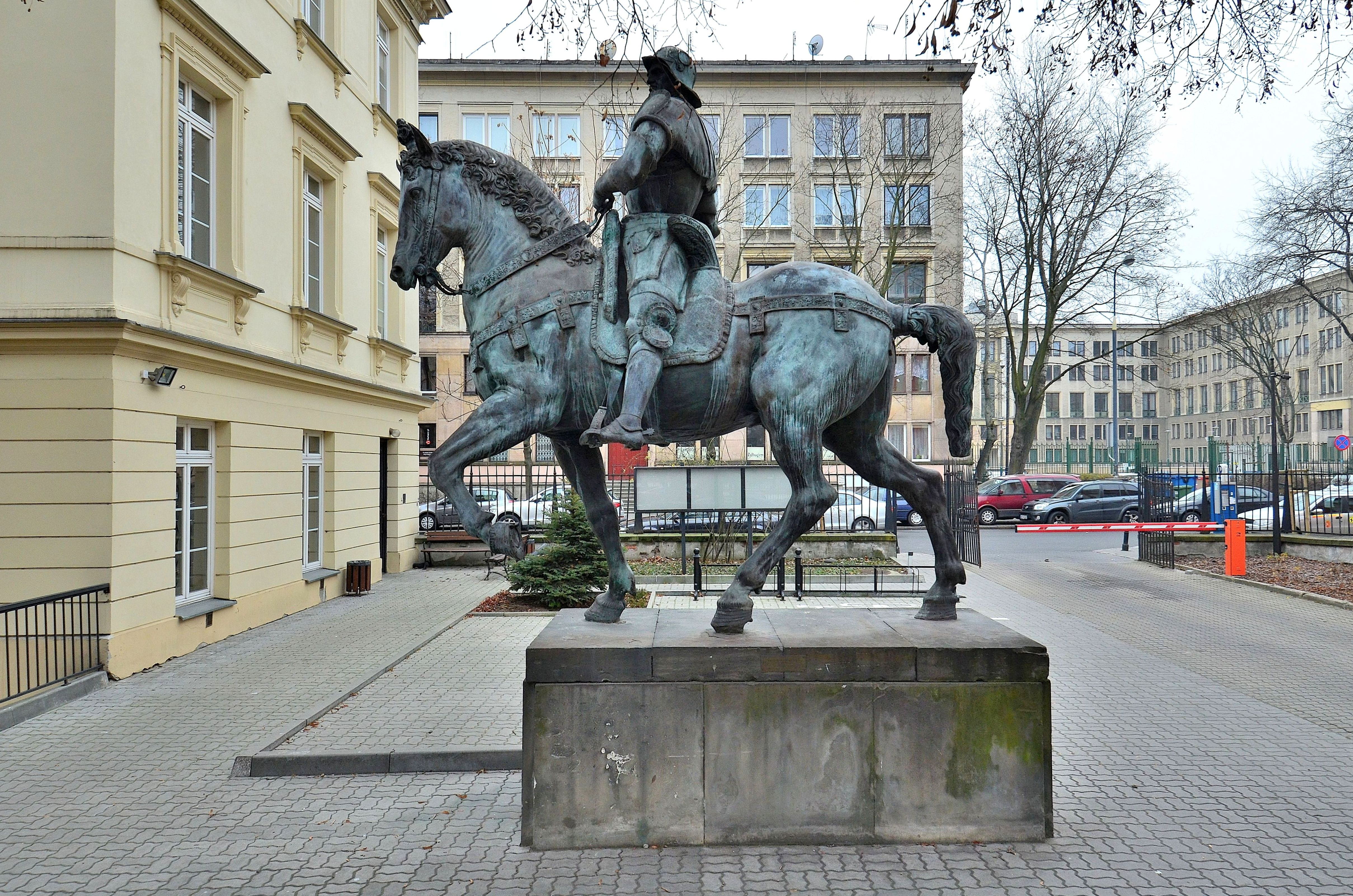
Monument od strony północnej, na drugim planie gmach Ministerstwa Finansów

Pomnik Bartolomea Colleoniego (niem. Reiterstandbild Bartolomeo Colleoni) – konny posąg włoskiego kondotiera w służbie Republiki Weneckiej Bartolomea Colleoniego znajdujący się w Warszawie na dziedzińcu pałacu Czapskich przy ul. Krakowskie Przedmieście 5.
Monument jest odlewem szczecińskiej kopii pomnika Bartolomea Colleoniego z 1475 roku znajdującego się w Wenecji.

## Historia
Historia warszawskiego monumentu ściśle wiąże się z kopią weneckiego pomnika wykonanego dla utworzonego w 1913 roku Muzeum Miejskiego w Szczecinie. Posąg był centralnym punktem zbioru kopii najsłynniejszych dzieł antycznych i renesansowych znajdujących się w sali kopułowej (obecnie siedziba Teatru Współczesnego). Posąg Colleoniego, jeden z najpiękniejszych pomników konnych okresu renesansu, był jednym z najcenniejszych eksponatów szczecińskiego muzeum.
Monument nie został zniszczony w czasie II wojny światowej. W czerwcu 1947 roku Zachodnio-Pomorski Komitet Odbudowy Warszawy w Szczecinie podarował posąg zrujnowanej stolicy. Podczas tworzenia nowego polskiego muzeum w Szczecinie uznano, że powinny się w nim znaleźć eksponaty związane ze sztuką polską, co było zgodne z ówczesną polityką historyczną władz Polski Ludowej mówiącą o prasłowiańskiej przeszłości Pomorza Zachodniego. Do stolicy, w zamian za pozyskane dzieła sztuki polskiej, przekazano posąg Colleoniego oraz kolekcję kopii rzeźb antycznych.
W 1948 roku, po pocięciu na fragmenty, monument został przewieziony do Warszawy. Pierwotnie znalazł się w zbiorach warszawskiego Muzeum Narodowego, pewien okres przeleżał także w magazynie Muzeum Wojska Polskiego. Pojawił się problem miejsca ustawienia obiektu, gdyż Bartolomeo Colleoni nie był związany z Warszawą. Wśród rozpatrywanych lokalizacji znalazły się m.in. skarpa warszawska na tyłach Muzeum Wojska Polskiego, plac przed gmachem Muzeum Narodowego oraz park na Powiślu.
W lipcu 1948 roku Komisja Pomnikowa funkcjonująca przy Wydziale Kultury i Sztuki Zarządu m.st. Warszawy podjęła decyzję, że pomnik należy postawić przed Akademią Sztuk Pięknych. Wcześniej, w 1946 roku, zapadła decyzja o przekazaniu ASP zniszczonego Pałacu Czapskich, którego odbudowa rozpoczęła się w 1948 i trwała do 1959 roku.
Wiosną 1950 roku monument, po złożeniu z części przez przedsiębiorstwo „Bracia Łopieńscy”, został ustawiony w rogu dziedzińca Pałacu Czapskich, przed jego głównym korpusem, od strony ul. Traugutta. Stanął na niskim betonowym cokole – inaczej niż oryginał w Wenecji, gdyż wielkość pałacowego dziedzińca nie pozwoliła na wyniesienie go na podobną wysokość. Kopia dzieła Verrocchia miała służyć studentom jako model.
Przez całą dalszą historię powojennej Warszawy pomnik był traktowany jako integralny element Akademii, wrastając w tradycje uczelni.
5 czerwca 1989 roku pomnik wpisano do rejestru zabytków.
Pierwsze próby odzyskania kolekcji, w skład której wchodził pomnik, podjęli członkowie NSZZ „Solidarność” Muzeum Narodowego w Szczecinie w 1981 roku. Od początku 1992 roku władze Szczecina kontynuowały te działania. W 2001 roku prezydent Szczecina wystąpił do prezydenta Warszawy o pomoc w odzyskaniu posągu (wymienione po wojnie między miastami dzieła sztuki powróciły do nich już wcześniej).
We wrześniu 2001 roku władze Warszawy i Szczecina podpisały umowę dotyczącą warunków zwrotu pomnika. Ustalono, że Akademia zwróci rzeźbę w zamian za ufundowanie jej odlewu. W celu pokrycia kosztów wykonania kopii (300 tys. zł), w Szczecinie rozpoczęto zbiórkę pieniędzy na ten cel.
W 2002 roku pomnik Colleoniego został ustawiony na szczecińskim placu Lotników, a w Warszawie w tym samym miejscu, gdzie wcześniej stała szczecińska kopia, ustawiono jej kopię. Kopia szczecińska jest galwanoplastyczna, a kopia warszawska – brązowa.
W 2004 roku Narodowy Bank Polski umieścił wizerunek warszawskiego posągu na rewersie monety dwustuzłotowej wybitej z okazji 100-lecia Akademii Sztuk Pięknych w Warszawie.